# David Gentleman
David Gentleman, né le 11 mars 1930 à Brentford (Londres), est un artiste britannique qui travaille dans l'illustration, la gravure et le design.
Dans le domaine de la création philatélique, il a contribué à provoquer de durables changements dans les sujets et le graphisme du programme philatélique britannique.

## Biographie
Fils d'un designer et d'une peintre, David Gentleman étudie les arts à la St. Albans Art School et au Royal College of Art.
Il commence sa carrière dans l'illustration et la gravure sur bois.
Sa fille est mariée avec l'homme politique Jo Johnson, frère cadet de Boris Johnson.

### Création philatélique
Au début des années 1960, il est invité à participer au concours de conception de la série de timbres-poste « Année de la productivité nationale », qu'il remporte. Ses premiers timbres britanniques sont émis en 1962. Il fait dès lors partie des artistes auxquels la poste britannique soumet régulièrement des sujets à travailler.
En 1964, il répond à un appel aux Britanniques de Tony Benn, le nouveau Postmaster General (en). Le ministre du gouvernement travailliste d'Harold Wilson souhaite de nouvelles idées pour améliorer les illustrations des timbres britanniques. Gentleman propose d'élargir le champ des thèmes en ne se contentant plus de commémorer un événement de l'actualité et de retirer l'effigie de la reine des timbres commémoratifs pour la remplacer par la mention du pays « Great Britain » ou « UK ». 
Régulièrement consulté sur ces deux sujets par Benn jusqu'en 1966, Gentleman lui fournit des maquettes qui ont inspiré de nouveaux thèmes et traitements graphiques sur les timbres-poste. Quant à l'effigie d'Élisabeth II, celle-ci refuse de la voir disparaître, mais accepte une silhouette plus simple à manier que la photographie de Dorothy Wilding (en). Dessiné en 1965 par Gentleman à partir d'une monnaie gravée par Mary Gillick en 1952, ce cameo est néanmoins remplacé sur timbre par une nouvelle silhouette dessinée par Arnold Machin en 1967.

## Œuvres

### Estampes
David Gentleman a produit de nombreuses lithographies et sérigraphies, dont beaucoup sont conservées au Tate Modern.

### Architecture
- Décoration murale du quai de la Northern Line dans Charing Cross, une station du métro de Londres, 1979[1].